# Ішанаварман
Ішанаварман (; д/н — бл. 560) — 1-й магараджахіраджа Маукхарі у 550—560 роках.

## Життєпис

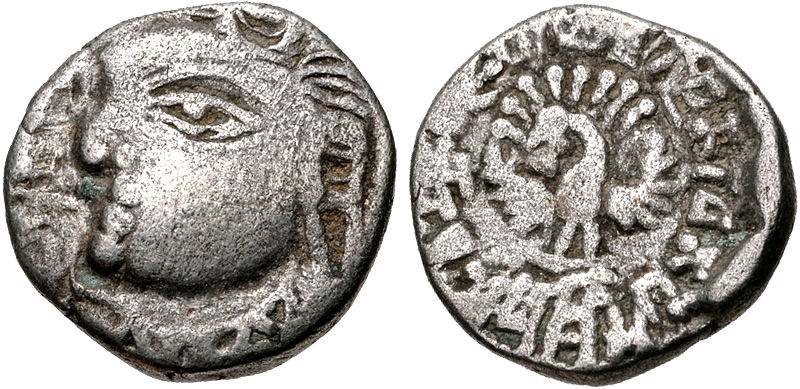
Монета з зображенням Ішанаварманв. бл. 553 рік

Походив з династії Маукхарі. Син магараджи Ішваравармана та Деві Упагупти. Замолоду був добре відомий своєю майстерністю стрільби з лука. Близько 550 року спадкував трон. В цей час помирає Вішнугупта I. що був останнім представником Імперії Гуптів, хоча вже фактично не мав значних володінь. Як родич останнього за жіночою лінією Ішанаварман приймає титул магараджахіраджа (цар царів) з наміром відновити кордони Імперії Гуптів під своєю владою. Також першим починає карбувати власну монету.
Провів військову реформу, внаслідок чого утворилися 3 роди військ: піхота, кіннота та бойові слони, а головною силою стали останні. Розпочав тривалі війни з сусідами, зумівши значно розширити володіння. За написами успішно воював проти держави Гауда, андхрів та Сулікатів. Здійснив успішний похід проти Вікрамендри Варми II з династії Вішнукундіна. Також вдало діяв проти Кіртівармана I з династії Чалук'їв, що намагався заволодіти Малвою та просунути кордони своєї держави до Маґадги.
У 560 році вступив у протистояння з Кумарагуптою з Пізніх (Східних) гуптів, що також намагався відновити Імперію Гуптів. У вирішальній битві Ішанаварман зазнав поразки, під час якої або трохи згодом загинув. Ворог захопив володіння Маукхарі практично до Каннауджа. Старший син загиблого — Шарваварман продовжив боротьбу.